# Hymn Grenady
Hail Grenada („Bądź pozdrowiona, Grenado”) – hymn państwowy Grenady. Został przyjęty w 1974 roku. Słowa napisał Irva Merle Baptiste, a muzykę skomponował Louis Arnold Masanto.

## Oficjalne słowa angielskie
Hail! Grenada, land of ours,
We pledge ourselves to thee,
Heads, hearts and hands in unity
To reach our destiny.
Ever conscious of God,
Being proud of our heritage,
May we with faith and courage
Aspire, build, advance
As one people, one family.
God bless our nation.

## Nieoficjalne polskie tłumaczenie
Bądź pozdrowiona, Grenado, nasz kraju
Poświęcamy ci się
Głowy, serca i dłonie w jedności
Aby dojść do naszego przeznaczenia
Zawsze świadomi Boga
Dumni z naszego dziedzictwa
Abyśmy mogli z wiarą i odwagą
Aspirować, budować, rozwijać
Jako jeden lud, jedna rodzina
Boże pobłogosław nasz naród